# 白銅 (企業)
白銅株式会社（はくどう、Hakudo Co., Ltd.）は、東京都千代田区に本社を置く鉄鋼・非鉄金属商社である。

## 沿革
- 1932年（昭和7年）2月 - 白銅商店として東京市京橋区（現・中央区）八丁堀にて個人創業
- 1949年（昭和24年）11月 - 非鉄金属の販売を目的として株式会社白銅商店設立
- 1967年（昭和42年）5月 - 白銅株式会社に社名変更
- 2000年（平成12年）3月 - 株式を店頭登録
- 2004年（平成16年）10月 - 東京証券取引所第二部上場
- 2005年（平成17年）9月 - 東京証券取引所第一部へ指定替え